# 3093 Bergholz
3093 Bergholz este un asteroid din centura principală, descoperit pe 28 iunie 1971 de Tamara Smirnova.